# Mediengruppe Schmidt & Partner
Die Mediengruppe Schmidt & Partner war ein Medienunternehmen in Berlin.
Die Mediengruppe Schmidt & Partner wurde wahrscheinlich 1978 in Berlin-Kreuzberg gegründet, als Eigentümerin des Elefanten Press Verlages. Gleichberechtigte Gesellschafter waren Maruta Schmidt, der Geschäftsführer Erik Weihönig, sowie Tom Fecht, Patric Feest, Wieland Giebel und Norbert Gravius.

## Geschichte
1988 wurde das Satire-Magazin Titanic aus Hamburg übernommen und formal der nicht mehr bestehenden Georg-Büchner-Verlagsbuchhandlung zugeordnet, deren Firma (Namen) MSP übernommen hatte.
1989 wurde das Verlagsgebäude von Elefanten Press in der Oranienstraße 25 zusammen mit Paul-Georg Herrmann gekauft.
Zu dieser Zeit betrug der Jahresumsatz der Mediengruppe Schmidt & Partner etwa 2 Millionen DM.
Anfang 1990 übernahm MSP auch die sozialistische Deutsche Volkszeitung aus Düsseldorf und die beliebte Kulturwochenzeitung Sonntag aus Ost-Berlin und fusionierte danach beide zu Der Freitag. 
Etwa im März 1991 übernahm MSP 30 Prozent des zweitgrößten Verlagshauses der DDR "Tribüne" der Gewerkschaft mit der Druckerei Am Treptower Park 28.
Im April wurde die ehemals auflagenstärkste Tageszeitung der DDR Junge Welt mit noch etwa 150.000 Exemplaren von einer GmbH erworben, deren wichtigster Gesellschafter MSP war. Im Juli wurden Druckhaus und Verlag Tribüne vollständig übernommen.
Zu jener Zeit betrug der Jahresumsatz von MSP etwa 40 Millionen DM, vor allem durch das Druckhaus Tribüne, in dem zu dieser Zeit auch der Kicker  und die Tageszeitung Der Morgen gedruckt wurden. Für die Mediengruppe arbeiteten etwa 320 Mitarbeiter.
Woher das Geld für die umfangreichen Übernahmen kam, konnte nie geklärt werden. Die Geschäftsführung weigerte sich im Mai 1991 ihre Rechnungsbücher offenzulegen, als sie den linksalternativen Sender Radio 100 übernehmen wollte. Fast alle übernommenen Zeitungen waren durch Spenden von Sympathisanten erheblich unterstützt worden. Dennoch blieben die Vermutungen bestehen, dass möglicherweise Gelder aus dem teilweise verschwundenen SED-Vermögen zur Unterstützung verwendet worden waren. Die wichtigsten Gesellschafter Maruta Schmidt und Erik Weihönig bestritten diese Vorwürfe stets vehement. Maruta Schmidt erklärte, die Grundkreditbank habe größere Kredite gewährt. Beide waren aber viele Jahre Mitglieder der SEW, einem Ableger der SED in West-Berlin, gewesen und hatten die Politik der DDR teilweise auch befürwortet.
In den folgenden Jahren wurden die Zeitungen abgegeben.
Im Jahr 2000 wurde der Name Elefanten Press Verlag an Bertelsmann verkauft.
Stattdessen wurde der Espresso Verlag von MSP gegründet, der danach Neuauflagen von Buchtiteln des bisherigen Verlages herausgab.
Danach löste sich die Mediengruppe Schmidt & Partner auf.